# Лудвиг II (Цигенхайн)
Лудвиг II фон Цигенхайн (на немски: Ludwig II von Ziegenhain; * 1257; † сл. 1289) от графската фамилия Цигенхайн, е от 1258 г. до смъртта си граф на Цигенхайн и Нида.

## Произход и управление
Той е единственият син на граф Готфрид IV фон Цигенхайн и Нида (1189 – 1257/1258) и съпругата му Лукардис (Луитгард) фон Дюрн († сл. 1271). Племенник е на Буркхарт фон Цигенхайн, архиепископ на Залцбург († 1247).
Лудвиг наследява баща си и управлява двете графства заедно с чичо ди Бертхолд I († 1258). След неговата смърт той има конфликти с братовчед си Готфрид V († 1272), което води до формална подялба на двете графства през 1258 г. Лудвиг получава графство Нида и Нойщат. През войната за наследството на Тюрингия-Хесен (1247 – 1264) Лудвиг II е на страната на архиепископство Майнц.
От 1263 г. Лудвиг II започва да губи собствености. Той трябва да продаде на йоанитите собствености през 1264 и 1286 г. В Нойщат Лудвиг II строи ок. 1270 г. замък за сигурност против Марбург в Хесен, който е завладян през 1273 г. от войската на ландграфа на Хесен, който същата година също завладява и разрушава замъци на Готфрид V.
Двете графства стават през 1450 г. собственост на Ландграфство Хесен чрез ландграф Лудвиг I фон Хесен.

## Фамилия
Лудвиг II се жени пр. 6 декември 1264 г. за София фон Марк († 1302), дъщеря на граф Енгелберт I фон Марк († 1277). Те имат децата:
- Енгелберт I (* пр. 1270; † 1329), граф на Нида, женен 1286 г. за Хайлвиг фон Изенбург-Бюдинген (* ок. 1286), дъщеря на Лудвиг фон Изенбург-Клееберг († 1304)
- Готфрид († 1313), каноник в Майнц
- Елизабет/Елза († пр. 1304), омъжена пр. 17 септември 1299 за Филип IV фон Фалкенщайн-Мюнценберг